# Ибрагим, Фархийо Фарах
Фархийо Фарах Ибрагим (сомал. Farxiyo Faarax Ibraahim, араб. العبارة فرح إبراهيم‎; род. 1982, Сомали) — сомалийская переводчица и общественный деятель.

## Личная жизнь
Ибрагим родилась в 1982/1983 году в Сомали. Во время гражданской войны, разразившейся в начале 1990-х годов, её дед был убит вооруженными боевиками, а мать подверглась нападению. В 1992 году она переехала в Кению, жила в убежище Управления верховного комиссара по делам беженцев ООН в Дадаабе.
Окончив восьмой класс, Ибрагим бросила школу, чтобы содержать родственников. Позже она отдалилась от своей семьи после того, как отказалась выйти замуж за мужчину намного старше себя.
Ибрагим — мусульманка.

## Карьера
В 2002 году Ибрагим работала пропагандисткой репродуктивного здоровья в Национальном совете церквей Кении. Она продвигала добровольное тестирование на ВИЧ / СПИД, использование контрацептивов и выступала против калечащих операций на женских половых органах. Характер её консультационной работы вызывал проблемы как в её семье, так и в консервативном сомалийском сообществе, которое считало, что её действия не соответствуют её происхождению. Из-за давления Ибрагим в конце концов уволилась с работы.
С 2008 года Ибрагим работает переводчицей. Она также выступает за права женщин и девочек.

## Награды
В 2008 году Ибрагим была удостоена Международной женской награды за отвагу за свою правозащитную деятельность.